# Kürt utca
Kürt utca est une rue de Budapest, située dans le quartier d'Erzsébetváros (7e arrondissement).